# Cryptomeigenia nigripilosa
Cryptomeigenia nigripilosa är en tvåvingeart som beskrevs av Charles Howard Curran 1926. Cryptomeigenia nigripilosa ingår i släktet Cryptomeigenia och familjen parasitflugor.
Artens utbredningsområde är British Columbia. Inga underarter finns listade i Catalogue of Life.